# Мали Стијењани
Мали Стијењани (Мали Стјењани или Мале Стјењани) насељено је мјесто у општини Босански Петровац, Федерација Босне и Херцеговине, БиХ.

## Становништво
| Демографија- | Демографија- | Демографија- |
| Година       | Становника   | Становника   |
| ------------ | ------------ | ------------ |
| 1879.        | 70           |              |
| 1885.        | 90           |              |
| 1895.        | 122          |              |
| 1910.        | 152          |              |
| 1953.        | 94           |              |
| 1961.        | 115          |              |
| 1991.        | 0            |              |

### Презимена
- Брдар — Православци, славе Светог Вилимпија (Алимпијевдан)
- Векић — Православци, славе Светог Стевана
- Пилиповић — Православци, славе Светог Вилимпија (Алимпијевдан)
- Цигановић — Православци, славе Никољдан